# L'Auditori
L'Auditori è un edificio di 42.000 metri quadrati che si trova a Barcellona.
Progettato dall'architetto Rafael Moneo, è stato inaugurato il 22 marzo del 1999 ed è destinato ai concerti musicali e all'insegnamento e alla diffusione del sapere musicale. Si trova al centro del nuovo polo urbano della Plaça de les Glòries Catalanes, dove confluiscono le tre principali vie della città: l'Avinguda Diagonal, la Gran Via de les Corts Catalanes e l'Avinguda Meridiana; vicino al centro storico della città, all'Eixample, a lato del Teatre Nacional.
L'edificio esternamente sobrio nella sua modernità, contiene quattro sale da concerto:
- Sala 1 intitolata a Pau Casals, riservata alle formazioni sinfoniche con una capienza di 2.200 spettatori,
- Sala 2 intitolata ad Oriol Martorell, riservata alle orchestre di musica da camera ha una capienza di 600 spettatori,
- Sala 3 intitolata a Tete Montoliu, sala polivalente con una capienza di 400 spettatori
- Sala 4 intitolata ad Alicia de Larrocha, con una capienza di 152 spettatori.

Nell'atrio centrale di accesso è stata costruita una monumentale cupola cubica di cristallo a forma di impluvio, decorata con pitture di Pablo Palazuelo. L'acustica delle tre sale è stata minuziosamente studiata e progettata dallo specialista in acustica Higini Arau.
Nello stesso complesso musicale ha sede l'Orchestra Sinfonica di Barcellona e Nazionale di Catalogna, la Escola Superior de Música de Catalunya e il Museu de la Música. Tutte queste realtà fanno dell'auditorium un centro attivo della vita musicale della città nei differenti campi della divulgazione, della docenza e della ricerca.